# 古里查伊加爾比鄉
古里查伊加爾比鄉（波斯語：‎ )，是伊朗东阿塞拜疆省馬拉蓋縣萨拉茹區的一个鄉。2006年人口普查顯示該鄉人口是4,382人，分佈在878个家庭。古里查伊加爾比鄉辖有48个村。